# Bolívar (cantão)
Bolívar é um cantão do Equador localizado na província de Carchi.
A capital do cantão é a cidade de Bolívar.